# Descloração química
Descloração química é uma transformação química de substituição de átomos de cloro por átomos de hidrogênio ou outros grupo não-halogenados. Este processo está sendo utilizada para a reciclagem de plásticos com átomos de cloro.